# 松山由希
松山 由希（まつやま ゆき、1986年10月8日 - ）は、愛知県出身の日本の雀士である。最高位戦日本プロ麻雀協会東海支部に所属する（41期後期）。豊橋市の麻雀荘フレンドに専属するプロである。

## 来歴
小島武夫の千里眼麻雀第6回大会で優勝した。
２０１８年より女流最高位戦Aリーグに参戦。
2024年1月、最高位戦日本プロ麻雀協会を退会することを発表。